# Hinojosa del Duque
Hinojosa del Duque is een gemeente in de Spaanse provincie Córdoba in de regio Andalusië met een oppervlakte van 532 km². In 2007 telde Hinojosa del Duque 7506 inwoners.

## Demografische ontwikkeling
Bron: INE, 1857-2011: volkstellingen